# Ищенко, Анатолий Анатольевич
Анатолий Анатольевич Ищенко (род. 21 сентября 1998) — российский военнослужащий ВДВ, гвардии лейтенант, командир зенитно-ракетного взвода 3-го гвардейского зенитно-ракетного полка 7-й гвардейской десантно-штурмовой дивизии, Герой Российской Федерации (2022).

## Биография
Родился 21 сентября 1998 года в г. Ставрополь, Россия. В 2016 году окончил ставропольский лицей №35.
Обучался в Военной академии войсковой противовоздушной обороны  Вооружённых Сил Российской Федерации имени Маршала Советского Союза А. М. Василевского в Смоленске.
С 2021 года служил командиром зенитно-ракетного взвода в 3-м зенитно-ракетном полку 7-й гвардейской десантно-штурмовой дивизии ВДВ в Новороссийске.
С 24 февраля 2022 года участвовал в вторжении России на Украину. Согласно российским официальным источникам, на личном счету лейтенанта Ищенко пять сбитых самолётов-штурмовиков Су-25 и три вертолёта противника, при этом от захваченного в плен пилота одного из уничтоженных Су-25 были получены ценные секретные сведения о местах дислокации тактической авиации противника, а в целом в боях на Донбассе зенитно-ракетный взвод под командованием лейтенанта Ищенко уничтожил 16 воздушных целей (12 единиц Су-25 и 4 вертолёта Ми-8) противника.

## Награды
- Медаль «Золотую Звезду» Героя России лейтенанту Ищенко 28 октября 2022 года в Национальном центре управления обороной РФ вручил министр обороны Российской Федерации Сергей Шойгу[3].